# Angadenia
Angadenia là chi thực vật có hoa trong họ Apocynaceae.